# Jeremias Elias Spannjer
Jeremias Elias Spannjer (født 29. januar 1784 i København, død 24. august 1872) var en dansk skomager og legatstifter, stifter af De Spannjerske Legater.
Han var søn af skomagermester George Heinrich Spannjer (død 27. december 1825) og Maren Jensdatter. Han etablerede sig som skomager i huset ved siden af hans faders ejendom i Kristen Bernikows Stræde, og her blev han boende, så længe han levede, under de allertarveligste forhold. I besiddelse af et betydeligt finansielt talent samlede han ved flid og systematisk sparsommelighed, men ikke ved uhæderlige midler en formue, der omkring 1900 udgjorde henved 2½ mio. kr. (svarende til ca. 185 mio. kr. i 2018-kr.) For disse oprettedes ved fundats af 10. juli 1879 legater til at virke i for det offentlige gavnlig velgjørende Øjemed. Spannjer havde bryllup 26. september 1810 med Johanne Marie Stieglietz (død 26. september 1859, 79 år gammel), datter af en skomagermester.
Han er begravet på Assistens Kirkegård.